# 1790 год в литературе

## События
- 4 сентября — Александр Радищев приговорён к смертной казни (заменена 10-летней ссылкой в Илимский острог) за книгу «Путешествие из Петербурга в Москву».

## Книги
- «Вселенная, мир духовный» — эпическая поэма Михаила Хераскова.
- «Путешествие из Петербурга в Москву» — книга Александра Радищева.
- «Торквато Тассо» (Torquato Tasso) — драма И. В. Гёте.

### Публицистика
- «Размышления о Французской революции» — трактат Эдмунда Бёрка.

## Родились
- 4 (15) января — Александр Сергеевич Грибоедов, русский драматург, поэт, композитор, дипломат (умер в 1829)[1].
- 22 марта — Иоган Бёрьессон, шведский драматург, писатель, поэт  (умер в 1866).
- 8 июля – Фитц Грин Галлек, американский поэт (умер в 1867).
- 21 октября — Альфонс де Ламартин, французский писатель, поэт и политик (умер в 1869).

## Умерли
- 3 апреля — Мозес-Эфраим Ку, немецкий поэт и переводчик (родился в 1731).
- 21 мая — Томас Уортон, английский поэт и историк литературы (родился в 1728).
- Михаил Васильевич Попов, русский писатель (родился в 1742).